# 3327 Campins
3327 Campins este un asteroid din centura principală, descoperit pe 14 august 1985, de Edward Bowell.